# Interligas de Lima
El Torneo Interligas de Lima, también llamada Torneo Provincial de Lima, es un campeonato que forma parte de la Copa Perú para los equipos de la provincia de Lima. Este torneo es jugado por todos los campeones y subcampeones de las Ligas Distritales e Intradistritales de Lima. Participan casi todos los distritos de Lima a excepción de los que no tienen liga de fútbol como Santa María del Mar, Cieneguilla  y  Santa Rosa. 
Actualmente, este campeonato lleva a la siguiente instancia de la Copa Perú —el Torneo Departamental de Lima— como representante de la provincia de Lima. Hasta hace unos años, cuando en la Segunda División solo jugaban equipos de Lima, el campeón del Interligas ascendía directamente a Segunda. Esto dejó de suceder en el 2005 cuando se descentralizó la Segunda División, por lo que el Interligas perdió jerarquía en el fútbol peruano.

## Historia
De acuerdo con información recopilada por el investigador José Farje, la primera alusión al término "Interligas" se produce el año 1954, cuando un cuadrangular agrupó a los campeones de las ligas de Lima (Cercado), Callao, Balnearios del Sur (que a su vez agrupaba a clubes de Miraflores, Surquillo, Surco, Chorrillos y Barranco) y San Isidro. Sin embargo, los ganadores de las tres primeras ligas mencionadas ya disputaban un triangular para dirimir el ascenso a Segunda División desde el año 1955, por lo que bien podría fijarse en dicho año el inicio de un torneo "inter-ligas"; antes de esa fecha, el ascenso a Segunda era dirimido solo por los campeones de Lima y Callao en un cotejo de promoción.
No obstante, la nueva Liga Provincial de Fútbol de Lima se fundó recién en 1975, año a partir del cual ella comenzó a asimilar bajo su férula a las diversas ligas distritales que se habían ido creando espontáneamente para agruparlas en un sistema de ascenso. 
Paralelamente se disputó el  Torneo Provincial correspondiente al año 1974 que determinó la clasificación de dos equipos a la Fase Nacional de la Copa Perú 1975. Así se dio pie al Interligas tal cual se disputa hoy en día.

## Actualidad
En el año 2023, AFE Cosmos ganó 1-0 a Barranco City y se consagra campeón de la etapa provincial de Lima. En la temporada 2024, el club Arsenal FBC-Lawn Tennis vence por 1-0 al Pacífico FC SMP y campeona la presente edición de las Interligas de Lima. Para la temporada 2025, El Deportivo Sol de Vitarte gana por 1-0 al Defensor Lubricantes de San Juan de Lurigancho. Mientras FBC Juniors de América de Villa María del Triunfo, derrota por 2-1 al  Inmaculada Apremasur. Ambos elencos definen el campeonato y subcampeonato del presente campeonato. A su vez, Defensor Lubricantes y 
Inmaculada Apremasur, definirán el tercer cupo. a la etapa departamental de Lima. Finalmente, los clubes que logran el campeonato y subcampeonato fueron FBC Juniors de América y el Deportivo El Sol.

## Palmarés
| Torneo                         | Año  | Campeón                                    | Distrito                                  | Subcampeón                                | Distrito                                  |
| ------------------------------ | ---- | ------------------------------------------ | ----------------------------------------- | ----------------------------------------- | ----------------------------------------- |
| Interligas                     | 1974 | C.P.T.                                     | Cercado                                   | Papelera Atlas                            | Chaclacayo                                |
| Interligas                     | 1975 | Aurora Miraflores                          | Miraflores                                | Deportivo Bancoper                        | San Isidro                                |
| Liga Mayor de Lima             | 1976 | Universidad Federico Villarreal            | Miraflores                                | Bata Sol                                  | Chosica                                   |
| Liga Mayor de Lima             | 1977 | Universidad Federico Villarreal            | Miraflores                                | Papelera Atlas                            | Chaclacayo                                |
| Liga Mayor de Lima             | 1978 | Deportivo Bancoper                         | San Isidro                                | Papelera Atlas                            | Chaclacayo                                |
| Liga Mayor de Lima             | 1979 | Papelera Atlas                             | Chaclacayo                                | Aurora Miraflores                         | Miraflores                                |
| Liga Mayor de Lima             | 1980 | Unión González Prada                       | Surquillo                                 | Defensor Lima                             | Breña                                     |
| Liga Mayor de Lima             | 1981 | Barcelona                                  | Surquillo                                 | Defensor Lima                             | Breña                                     |
| Liga Mayor de Lima             | 1982 | Unión González Prada                       | Surquillo                                 | Esther Grande de Bentín                   | Rímac                                     |
| Liga Mayor de Lima             | 1983 | Barcelona                                  | Surquillo                                 | Esther Grande de Bentín                   | Rímac                                     |
| Liga Mayor de Lima             | 1984 | E.T.E..                                    | Chorrillos                                | Guardia Republicana                       | La Molina                                 |
| Liga Mayor de Lima             | 1985 | Guardia Republicana                        | La Molina                                 | Tejidos La Unión                          | Jesús María                               |
| Liga Mayor de Lima             | 1986 | Ingenio Puente Piedra                      | Puente Piedra                             | Esther Grande de Bentín                   | Rímac                                     |
| Región Metropolitana           | 1987 | Defensor Rímac                             | Chaclacayo                                | Real Olímpico                             | San Martín de Porres                      |
| Región Metropolitana           | 1988 | Lau Chun (Serie A) Defensor Kiwi (Serie B) | La Molina Chorrillos                      |                                           |                                           |
| Región Metropolitana           | 1989 | Mercado Mayorista                          | La Victoria                               | Juventud Huascarán                        | La Victoria                               |
| Región Metropolitana           | 1990 | Cosmos 2000                                | La Victoria                               | Textil San Pedro                          | Puente Piedra                             |
| Región Metropolitana           | 1991 | Alcides Vigo                               | Barranco                                  | Centro Iqueño                             | Cercado                                   |
| Región Promocional Lima/Callao | 1992 | América Cochahuayco                        | San Luis                                  |                                           |                                           |
| Región Promocional Lima/Callao | 1993 | Mixto Estudiantil                          | San Martín de Porres                      | José Carlos Mariátegui                    | Ate                                       |
| Región Promocional Lima/Callao | 1994 | Sport Agustino                             | El Agustino                               | Municipal de Chorrillos                   | Chorrillos                                |
| Región Promocional Lima/Callao | 1995 | Virgen de Chapi                            | Santa Anita                               | Santa Marina Norte                        | Callao                                    |
| Región Promocional Lima/Callao | 1996 | Deportivo AELU                             | Pueblo Libre                              | Deportivo Repcel                          | Breña                                     |
| Interligas                     | 1997 | Virgen de Chapi                            | Santa Anita                               |                                           |                                           |
| Interligas                     | 1998 | Deportivo Seman F.A.P.                     | Barranco                                  | Deportivo Repcel                          | Breña                                     |
| Interligas                     | 1999 | Olímpico San Luis                          | San Luis                                  | Juventud Chacarilla de Otero              | San Juan de Lurigancho                    |
| Interligas                     | 2000 | Deportivo UNMSM                            | Cercado                                   | Juventud Chacarilla de Otero              | San Juan de Lurigancho                    |
| Interligas                     | 2001 | Defensor Villa del Mar                     | Villa El Salvador                         | Atlético Piedra Liza                      | San Juan de Lurigancho                    |
| Interligas                     | 2002 | La Peña Sporting                           | Lince                                     | Municipal de Chorrillos                   | Chorrillos                                |
| Interligas                     | 2003 | San José Joyeros                           | Lince                                     | Águilas de América                        | Comas                                     |
| Interligas                     | 2004 | América Cochahuayco                        | San Luis                                  | Águilas de América                        | Comas                                     |
| Interligas                     | 2005 | Hijos de Acosvinchos                       | Ate                                       | Óscar Benavides                           | Ate                                       |
| Interligas                     | 2006 | Jorge Chávez                               | Villa María del Triunfo                   | Hijos de Acosvinchos                      | Ate                                       |
| Interligas                     | 2007 | Cooperativa Bolognesi                      | Barranco                                  | Óscar Benavides                           | Ate                                       |
| Interligas                     | 2008 | Raymondi Cashapampa                        | Villa El Salvador                         | Asociación Caly                           | Lince                                     |
| Interligas                     | 2009 | D.I.M.                                     | Miraflores                                | Juventud La Rural                         | Santiago de Surco                         |
| Interligas                     | 2010 | Cultural 13 de Enero                       | San Juan de Miraflores                    | Cultural Géminis                          | Comas                                     |
| Interligas                     | 2011 | Pacífico F.C.                              | San Martín de Porres                      | D.I.M.                                    | Miraflores                                |
| Interligas                     | 2012 | Deportivo Municipal                        | Breña                                     | D.I.M.                                    | Miraflores                                |
| Interligas                     | 2013 | D.I.M.                                     | Miraflores                                | Estudiantil Ascope                        | Cercado                                   |
| Interligas                     | 2014 | Juventud América                           | Chorrillos                                | Liga V Zona                               | Collique                                  |
| Interligas                     | 2015 | D.I.M.                                     | Miraflores                                | Cultural Comas                            | Comas                                     |
| Interligas                     | 2016 | Juventud América                           | Chorrillos                                | Cultural Progreso                         | El Agustino                               |
| Interligas                     | 2017 | Somos Olímpico                             | Santiago de Surco                         | Alianza Pizarro                           | Rímac                                     |
| Interligas                     | 2018 | Cultural Géminis                           | Comas                                     | Defensor Lubricantes                      | San Juan de Lurigancho                    |
| Interligas                     | 2019 | D.I.M.                                     | Miraflores                                | Hender Morales                            | Villa María del Triunfo                   |
| Interligas                     | 2020 | No se disputó por la Pandemia de COVID-19  | No se disputó por la Pandemia de COVID-19 | No se disputó por la Pandemia de COVID-19 | No se disputó por la Pandemia de COVID-19 |
| Interligas                     | 2021 | No se disputó por la Pandemia de COVID-19  | No se disputó por la Pandemia de COVID-19 | No se disputó por la Pandemia de COVID-19 | No se disputó por la Pandemia de COVID-19 |
| Interligas                     | 2022 | Independiente San Felipe                   | Carabayllo                                | Barranco City                             | Barranco                                  |
| Interligas                     | 2023 | AFE Cosmos International                   | Surquillo                                 | Barranco City                             | Barranco                                  |
| Interligas                     | 2024 | Arsenal FBC-Lawn Tennis                    | Jesus María                               | Pacífico FC SMP                           | San Martín de Porres                      |
| Interligas                     | 2025 | FBC Juniors de América                     | Villa María del Triunfo                   | Deportivo El Sol                          | Ate-Vitarte                               |

## Títulos por distrito
| Distrito                    | Títulos | Subcampeonatos |
| --------------------------- | ------- | -------------- |
| 1. Miraflores               | 7       | 2              |
| 2. Surquillo                | 5       | 0              |
| 3. Chorrillos               | 3       | 2              |
| 4. Barranco                 | 3       | 2              |
| 5. San Luis                 | 3       | 0              |
| 6. San Martín de Porres     | 2       | 0              |
| 7. Cercado de Lima          | 2       | 2              |
| 8. Lince                    | 2       | 1              |
| 9. La Victoria              | 2       | 1              |
| 10. Santa Anita             | 2       | 0              |
| 11. Villa El Salvador       | 2       | 0              |
| 12. Ate                     | 1       | 5              |
| 13. Comas                   | 1       | 4              |
| 14. Breña                   | 1       | 3              |
| 15. San Isidro              | 1       | 2              |
| 16. El Agustino             | 1       | 1              |
| 17. Puente Piedra           | 1       | 1              |
| 18. Santiago de Surco       | 1       | 1              |
| 19. La Molina               | 1       | 1              |
| 20. Villa María del Triunfo | 2       | 1              |
| 21. Pueblo Libre            | 1       | 0              |
| 22. San Juan de Miraflores  | 1       | 0              |
| 23. Carabayllo              | 1       | 0              |
| 24. Chaclacayo              | 1       | 5              |
| 25. San Juan de Lurigancho  | 0       | 4              |
| 26. Rímac                   | 0       | 4              |
| 27. Lurigancho              | 0       | 1              |
| 28. Collique [Comas]        | 0       | 1              |
| 29. Jesús María             | 0       | 1              |

## Liga Mayor de Fútbol de Lima
La Liga Mayor de Fútbol de Lima se fundó y entró en operatividad 1975 hasta 1992. Asumió el papel de segunda división peruana, en sus primeros años de funcionamiento (debido segunda división ya que no existía desde 1973 al término de 1982). La Liga Mayor de Fútbol de Lima fue nutrida de equipos de la capital que descendía de la profesional y de los mejores equipos del campeonato de Interligas, hasta quedar un grupo selecto en una liguilla final que se acopló al campeonato de Copa Perú como Región IX. Ya con el retorno de la segunda división profesional (segunda división e Intermedia), ocupó el puesto de tercera división. Sin embargo, continuaba ligado al sistema de campeonato de Copa Perú.
La Liga Mayor de Lima sirvió como un intermedio para que los equipos limeños no descendieran directamente a sus respectivas ligas de origen y empezar de cero desde la etapa distrital. Para ascender a este torneo los campeones distritales de Lima Metropolitana se agrupaban en cuatro zonas y luego los cuatro campeones, uno por cada zona, subían a la Liga Mayor.
Estos equipos se sumaban a los equipos que mantuvieron la categoría y los que jugaron la Etapa Regional de la Copa Perú del año anterior para disputar la clasificación a la Región IX que estaba conformada por equipos de la provincia de Lima y daba un cupo para el Etapa Nacional de la Copa Perú.

## Liga Provincial de Fútbol de Lima
En 1926, se crea la Liga Provincial de Fútbol de Lima, el cual contaba con su primera división, división intermedia, segunda división y tercera división. Sin embargo, se unifica con la Liga Provincial de Fútbol del Callao, formando la Primera División Unificada de Lima y Callao 1936. En esta competición otorgaba dos cupos para ascender a la división de honor. En los años posteriores, los mejores equipos de ambas ligas provinciales competían entre sí  (en el Torneo de Ascenso a la División de Honor), para lograr el cupo a la máxima división de honor del siguiente año. Este sistema se mantuvo hasta la creación del torneo de  Liga Regional de Lima y Callao en 1941 hasta 1950. Retorna la Liga de Lima en 1951 y se mantiene vigente hasta 1975.

## Región Promocional de Fútbol de Lima y Callao
En 1992, se crea el torneo Región Promocional de Fútbol de Lima y Región Promocional de Fútbol del Callao. Entre 1993 al 1996 se fusionan en ún solo torneo llamado Región Promocional de Fútbol de Lima y Callao. El nuevo campeonato reemplazó al torneo de Región Metropolitana. Los mejores equipos limeños de la capital y chalacos buscaban el ascenso a la segunda división. La Región Promocional tuvo una vía diferenciada de ascenso,  al resto del campeonato de la Copa Perú. Generalmente, la Región Promocional era nutrido de equipos de las Interligas de Lima, Departamental del Callao, equipos descendidos de la segunda división y que mantuviero la categoría en temporadas pasadas de la Región Promocional. 

## Nota
- La Liga Provincial de Fútbol de Lima se crea en 1926 y se mantuvo vigente hasta 1975. Adicionalmente, tenía una estructura de competición muy diferente a la actual.